# 2951 Перепадін
2951 Перепадін (2951 Perepadin) — астероїд головного поясу, відкритий 13 вересня 1977 року.
Тіссеранів параметр щодо Юпітера — 3,151.